# Дисциплина (поведение)
Вижте пояснителната страница за други значения на Дисциплина.
Дисциплината представлява потискане на базови желания (страсти), вид регулиране на личностното поведение съобразно определени норми и изисквания.
Самодисциплината е до известна степен заместител на мотивацията. Тя представлява контрол на собственото поведение и възпитание на силна воля в личността.